# Krzysztof Nowacki
Krzysztof Nowacki (ur. 8 marca 1986 w Lesznie) – polski żużlowiec, posiadający również czeską licencję.

## Życiorys
Certyfikat żużlowy uzyskał 7 października 2003 roku w Rawiczu. Reprezentował barwy klubów: Kolejarz Rawicz (2003–2006), Atlas Wrocław (wypożyczenie – 2004), KSM Krosno (2007), Start Gniezno (2008).
Od 2008 startuje także w ligach zagranicznych w Czechach reprezentując kluby PK Plzen oraz MITAS Březolupy, od 2009 Autoklub v AČR Slaný. Od 2011 reprezentuje także Speedway Club Žarnovica (Słowacja).
Srebrny medalista Drużynowych Mistrzostw Polski na Żużlu 2004 w barwach Atlasu Wrocław. Był też finalistą Młodzieżowych Drużynowych Mistrzostw Polski 2005, gdzie zdobył 7. miejsce. Półfinalista Młodzieżowych Mistrzostw Polski Par Klubowych (2007). Brązowy medalista Drużynowych Mistrzostw Czech 2009 w barwach Autoklub v AČR Slaný.
2014 – finalista Mistrzostw Czech Par.